# Nicaraguanische Revolution

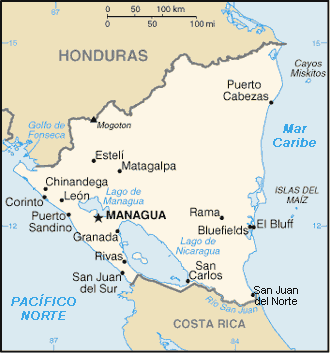
Karte von Nicaragua

Die Nicaraguanische Revolution bezeichnet einen Abschnitt der nicaraguanischen Geschichte, in der die Diktatur des Somoza-Clans mit zahlreichen Opfern gestürzt wurde. Die Kampfhandlungen fanden in den Jahren 1978 und 1979 statt. Oft wird mit der nicaraguanischen Revolution jedoch auch der darauf folgende Zeitraum der gesellschaftlichen Umwälzung bezeichnet, die sich bis 1990 vollzog. Letzterer Zeitraum ist geprägt vom Contra-Krieg.

## Anastasio Somoza Debayles zweite Amtsperiode
Bereits vor Beginn der zweiten Amtsperiode Anastasio Somoza Debayles am 1. Dezember 1974 waren 1973 und 1974 die Bauarbeiter in Streiks getreten, denen sich auch andere Berufe anschlossen. Im Dezember 1974 schloss sich die bürgerliche Opposition in der Unión Democrática de Liberación (UDEL, deutsch „demokratische Union für die Befreiung“) zusammen, diese wurde von Pedro Chamorro angeführt. Die UDEL strebte milde Reformen an: So forderte sie etwa die Absetzung Somozas, nicht jedoch die Auflösung der Nationalgarde.
Am 27. Dezember 1974 um 23 Uhr stürmten einige Mitglieder der FSLN (Omar Halleslevens, Leticia Herrera, Hilario Sánchez, Javier Carrión, Joaquín Cuadra, Alberto Ríos, Róger Deshon, Eduardo Contreras, Germán Pomares, Hugo Torres, Olga Avilés, Eleonora Rocha und Félix Pedro Picado) bewaffnet eine Festveranstaltung im Haus des Regierungsministers Dr. José María Castillo Quant in der Colonia Los Robles in Managua. Castillo Quant, ein früherer Direktor der Banco Nacional de Nicaragua, wollte die FSLN nicht hereinlassen und wurde erschossen. US-Botschafter Turner Shelton und General José R. Somoza hatten mit ihren Leibwächtern die Party bereits verlassen. Etwa 20 Gäste waren noch anwesend, darunter der Botschafter der Organisation Amerikanischer Staaten, Noel Pallais, der Botschafter von Chile begleitet von seinem Militärattaché und einem General der Carabineros, der Bürgermeister von Managua, Luis Valle Olivares, Kabinettsmitglieder wie Alejandro Montiel Arguello. Die Gruppe setzte auf der Party die Freilassung von acht Gefangenen der FSLN, darunter Daniel Ortega, mit einer halben Million United States Dollar und einen Flug nach Havanna am 30. Dezember 1974 durch. Bei dem Austausch vermittelte Monseñor Miguel Obando Bravo. Mit auf der Party war Guillermo Sevilla Sacasa, der Ehemann von Lillian Somoza Debayle – einer Schwester von Anastasio Somoza Debayle. Anastasio Somoza Debayle erklärte anschließend einen 33 Monate währenden Ausnahmezustand, unter dem bis zum 19. September 1977 die bürgerlichen Freiheitsrechte in Nicaragua ausgesetzt waren.
Überfälle der FSLN auf Kasernen der Guardia Nacional de Nicaragua folgten. Der Somoza-Clan ließ Verdächtige verschwinden. Es gab verschiedene Orte, an denen die Leichen der Opfer dieser Praxis des Verschwindenlassens aufgefunden wurden. Zu diesen gehörte der Krater des Vulkans Momotombo; es wurden auch Leichen an der Küste angeschwemmt; die Opfer waren lebendig über dem offenen Meer aus Hubschraubern geworfen worden. Spätestens ab 1977 führte Somoza einen undifferenzierten schmutzigen Krieg gegen die Zivilbevölkerung Nicaraguas.
Zwischen dem 12. und dem 17. Oktober 1977 führte ein Flügel der FSLN, die Terceristas, eine Offensive gegen die Guardia Nacional aus, indem er von Honduras aus im Norden des Landes Guerillataktik gegen die Armee anwendete und die Bevölkerung zu ihrer Unterstützung bewaffnete. Die Offensive hatte keinen militärischen Erfolg. Die Terceristas nutzten sie im Nachgang jedoch erfolgreich, um die von ihnen verfolgte Revolution zu propagieren.
Politisch öffneten sich die Terceristas in der zweiten Jahreshälfte 1977 gegenüber konservativen und liberalen oppositionellen Gruppen und Organisationen. Sie sagten marxistischen Zielen zunächst ab und verschoben diese Ziele auf eine Phase, die nach der zuerst zu errichtenden Demokratie folgen sollte.
Am 10. Januar 1978 ließ der „Kronprinz“ der Diktatur, Anastasio Somoza Portocarrero, den Verleger und Koordinator der konservativen Anti-Somoza-Vereinigung UDEL, Pedro Chamorro, ermorden. Seine Zeitung „La Prensa“ war inzwischen zu einem Sprachrohr der Opposition geworden. Protestdemonstrationen zehntausender Menschen, ein Wirtschaftsboykott von oppositionellen Unternehmern, ein mehrtägiger Aufstand in Monimbó (dem indigenen Viertel von Masaya) sowie Streiks waren die Folge seiner Ermordung. Die Proteste richteten sich zunehmend gegen das Regime der Somozas. Es kam zu Straßenkämpfen zwischen Demonstrierenden und der Guardia Nacional. Zudem verhängte Venezuela in Reaktion ein Ausfuhrverbot von Öl nach Nicaragua.

## Besetzung des Nationalpalastes

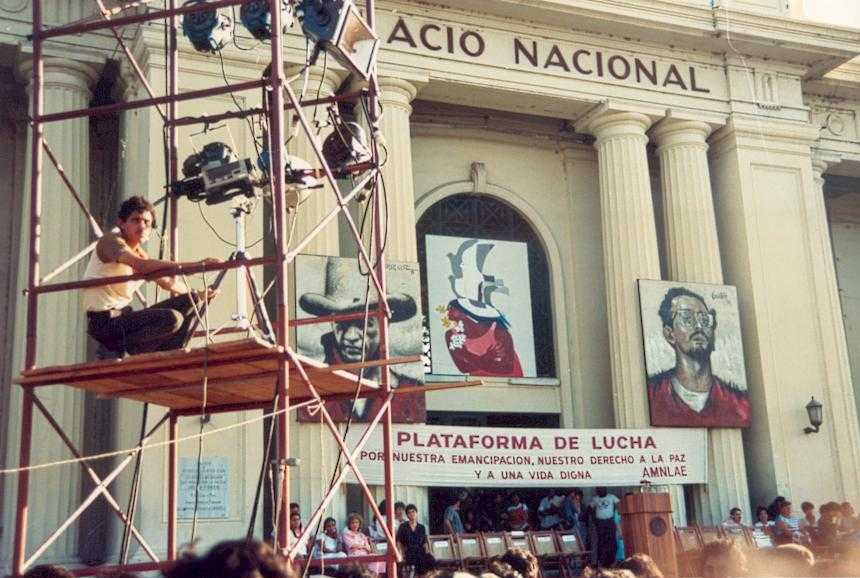
Nationalpalast, Managua

Am 22. August 1978 besetzte eine Gruppe von 26 Mitgliedern der FSLN, geführt von Edén Pastora Gómez, Hugo Torres Jiménez und Dora María Téllez, den Nationalpalast in Managua und nahm das anwesende Parlament sowie mehrere Minister und Familienangehörige Somozas, insgesamt 1500 Menschen, als Geiseln. Die den Terceristen angehörigen FSLN-Mitglieder trugen zur Verwirrung Uniformen einer neu gegründeten Infanterieschule der Nationalgarde und nannten sich Kommandogruppe „Rigoberto López Pérez“. Mit der Geiselnahme gelang es ihnen, 60 Gefangene freizupressen, unter denen auch Tomás Borge war, und eine hohe mediale Aufmerksamkeit zu erzielen. Die Forderungen der Sandinisten waren neben der Freilassung eine Generalamnestie aller politischer Gefangener, das Abdrucken der Sandinistischen Forderungen in Zeitungen und das Verlesen im Radio und Fernsehen, insgesamt 10 Millionen US-Dollar für die FSLN und andere Guerillaorganisationen Mittelamerikas und die Bereitstellung eines Fluchtflugzeuges. Die Verhandlungen mit der Regierung führte seitens der Sandinisten fast ausschließlich Dora María Téllez. Bis auf die Generalamnestie und Zahlung des Geldes (von denen Somoza nur 500.000 US-Dollar entrichtete) wurden alle anderen Forderungen erfüllt und die FSLN-Mitglieder flohen nach zwei Tagen nach Panama und Venezuela.
Die Geiselnahme führte zu einer starken Reaktion der nicaraguanischen Medien und war somit eine ausschlaggebende Erniedrigung Somozas. Der moderate Tonfall der in den Massenmedien veröffentlichten Selbstdarstellung der FSLN förderte ihre Legitimität in der Bevölkerung und mit dem charismatischen Pastora personifizierte sich die Bewegung in den Köpfen vieler Nicaraguaner und Nicaraguanerinnen. Die Frente Amplio de Oposición (FAO), ein friedliches Oppositionsbündnis, dem viele linke und liberale Parteien und Organisationen angehörten, rief am 28. August 1978 zum Generalstreik auf. Tägliche Massendemonstrationen im ganzen Land und spontane Aufstände steigerten sich am 9. September 1978 zu einem allgemeinen Aufstand, den die Nationalgarde mit größter Brutalität, Luftangriffen und Panzereinsätzen beantwortete: Etwa 5.000 Tote und 10.000 Verletzte unter der Zivilbevölkerung waren das Resultat. Tausende Nicaraguaner flohen nach Costa Rica und Honduras.

## Bürgerkrieg
Weitere Aufstände, etwa die zeitweise Einnahme Matagalpas durch 400 Jugendliche ab dem 27. August 1978, überzogen das Land. Die Terceristas planten mit ihrer Septemberoffensive die systematische Eroberung der fünf wichtigsten Städte Nicaraguas. Sie arbeiteten mit den anderen Flügeln der FSLN zusammen und bewaffneten Bürger. Mit der Ausnahme Managuas konnten vier der Städte innerhalb kürzester Zeit eingenommen werden. Ihre Verteidigung war jedoch gegen die technische und anzahlmäßige Übermacht der Nationalgarde nicht möglich. Die Städte fielen zwischen dem 12. und 20. September wieder zurück an Somoza.
Der beginnende Bürgerkrieg ließ die Augen der Weltöffentlichkeit auf Nicaragua blicken. In der UNO verurteilten Mexiko, Panama, Venezuela und Kolumbien den von Somoza durchgeführten Genozid scharf. Weitere Demokratien und Parteien stellten sich daraufhin gegen Somoza. US-Präsident Jimmy Carter distanzierte sich von Somoza und machte die Gewährung weiterer Militärhilfe für das Regime von der Einhaltung der Menschenrechte abhängig. In der Folge kürzte er diesem die Militär- und Wirtschaftshilfe, um sie später endgültig einzustellen. Der von US-Präsident Jimmy Carter eingesetzte US-Sonderbotschafter William Bowdler trat mit einer Vermittlungskommission der Organisation Amerikanischer Staaten (OAS) in Managua zusammen. Die Sozialistische Internationale stellte sich öffentlich auf die Seite der Sandinisten. Der Internationale Währungsfonds gewährte Somoza jedoch weitere 66 Millionen US-Dollar Kredit.
Auf der nationalen Ebene spielten zu diesem Zeitraum viele verschiedene zivile oppositionelle Gruppen eine Rolle: Die befreiungstheologische Kirche unter der Leitung einiger Bischöfe, die Menschenrechtsorganisation Organismos de los Derechos Humanos und der Frauenverband Asociación de Mujeres ante la Problemática Nacional (AMPRONAC) waren die wichtigsten unter ihnen. Der oppositionelle Erzbischof Miguel Obando Bravo verlangte von der Regierung, die „Untaten der Nationalgarde“ gegen die Zivilbevölkerung sofort zu stoppen. Das Oppositionsbündnis FAO forderte den bedingungslosen Rücktritt Somozas und die Bildung einer provisorischen Regierung aller anti-somozistischen Gruppen. Die FAO verlor jedoch wegen ihrer Spaltung in eine bürgerliche Mehrheit, die einer Koalitionsregierung mit Somozas „Liberaler Partei“ unter Ausschluss der Sandinisten zustimmte, und eine Minderheit schnell an Bedeutung und zerfiel. Die Vermittlungsbemühungen zwischen Regierung und Opposition scheiterten.

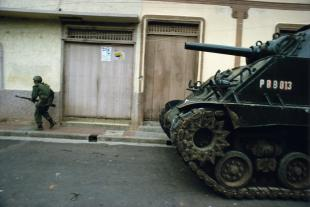
Insurrección de Estelí

Seit Dezember 1978 verhandelte der seit 1975 in drei Teile (Tendencias) gespaltene FSLN über eine Wiedervereinigung. Im Laufe der Verhandlungen näherten sich die drei Tendencias einander unter der Strategie der Terceristas an, welche darin bestand, mit Oppositionellen aller Lager zusammenzuarbeiten. Obwohl das militärische Kommando unter den Tendencias gleich aufgeteilt wurde, war Humberto Ortega (Bruder des späteren Präsidenten Daniel Ortega) de facto der Hauptkommandeur aller nachfolgenden Operationen. Die im März 1979 getroffene Einigung ließ eine Organisation entstehen, die bald einen unbefristeten Generalstreik im ganzen Land auslöste und ab Ende Mai innerhalb von drei Wochen etwa 20 Städte eroberte. Somoza erklärte den Ausnahmezustand und ließ zusätzliche Verbände unter der Leitung ausländischer Söldner aufstellen. Sein Versuch, sich durch ein Treffen in Guatemala mit den Partnern des Zentralamerikanischen Verteidigungsrats CONDECA, dem neben Nicaragua El Salvador, Guatemala und Honduras angehörten, diplomatische und militärische Entlastung zu verschaffen, endete mit für Somoza enttäuschend geringen Waffenlieferungen an seine Nationalgarde. Nach einem Aufruf im Radio Sandino im Juni, den Unterdrückungen der Nationalgarde wiederum mit Gewalt zu begegnen, herrschte im gesamten Land Krieg. Mitte Juli gelang es den Sandinisten, Managua einzunehmen.

## Sturz des Somoza-Regimes
Mexiko brach seine diplomatischen Beziehungen zum somocistischen Nicaragua ab, Brasilien, Costa Rica, Grenada und Panama folgten. Die Mitglieder des Anden-Pakts zogen nach und verpflichteten sich gegenüber dem neutralen, pazifistischen Costa Rica, im Falle eines Angriffs aus Nicaragua, diesem zu Hilfe zu kommen. Sie erkannten der FSLN den Status einer kriegsführenden Macht zu. Versuche der an Mittelamerika sehr interessierten Vereinigten Staaten in der OAS, eine panamerikanische Interventionstruppe nach Nicaragua zu entsenden, scheiterten. Ein US-Plan zur Bildung einer Übergangsregierung wurde ebenfalls von allen Seiten abgelehnt.
Somoza floh am 17. Juli 1979 mitsamt seiner Familie und dem Generalstab der Nationalgarde nach Florida. Am 19. Juli 1979 feierten die Sandinisten ihren Sieg.
Obwohl Somoza mit den USA eine Absprache getroffen hatte, nach der sein Schwager Francisco Urcuyo als Übergangspräsident nur den Waffenstillstand unterzeichnen und die Macht der fünfköpfigen Regierungsjunta übergeben sollte, forderte dieser die Sandinisten auf, die Waffen niederzulegen und ihn als Präsidenten bis 1981 zu akzeptieren. 36 Stunden später, am 19. Juli 1979 floh auch Urcuyo, nachdem sich immer mehr Einheiten der inzwischen führungslosen, an Munitionsmangel leidenden und sich in Auflösung befindlichen Nationalgarde den Sandinisten ergeben hatten. 20.000 bis 30.000 Menschen kostete dieser Kampf das Leben, eine noch größere Zahl wurde verletzt; die Zahl der Flüchtlinge wurde auf 150.000 Menschen geschätzt. Am 17. September 1980 wurde Anastasio Somoza Debayle in Asunción, Paraguay, durch ein Attentat getötet.

## Übergangsregierung
Bereits am 16. Juni 1979 hatten Daniel Ortega, Sergio Ramírez und Moisés Hassan Morales von der FSLN, sowie der Unternehmer Alfonso Robelo und Violeta Barrios de Chamorro eine Regierungsjunta gebildet, die ab dem 19. Juli die Macht übernahm. Die Junta erließ neue Gesetze und veranlasste eine Agrarreform. Das Bündnis der vielen verschiedenen oppositionellen Gruppen zerbrach recht schnell nach dem Sieg gegen den gemeinsamen Feind. Nachdem Barrios de Chamorro und Robelo im August aus der von der sandinistischen Führung (Dirección Nacional Sandinista) abhängigen Junta ausgetreten waren, setzte sich die FSLN gegenüber anderen Gruppen durch und behielt die Macht. Westliche Regierungen forderten von den neuen Herrschern wiederholt das Abhalten von Wahlen; die angedrohte Nichtanerkennung blieb aber Rhetorik. Mit maßgeblicher Unterstützung der US-Regierung entstand im benachbarten Honduras um den Kern der ehemaligen Nationalgarde Somozas eine Guerillagruppe. Diese aus dem Grenzgebiet heraus operierenden „Contras“ versuchten die Regierung durch Sabotage und Morde zu destabilisieren und zu stürzen. Die „Contras“ wurden verdeckt durch die US-Regierung von Ronald Reagan initiiert und über illegale Waffengeschäfte im Iran finanziert, was durch die Iran-Contra-Affäre bekannt wurde. Zwischen 1981 und 1990 kostete der Contra-Krieg etwa 60.000 Nicaraguaner und Nicaraguanerinnen das Leben.
Die Revolution wurde von vielen Intellektuellen und Künstlern in Nicaragua und weltweit unterstützt. Zu den bekanntesten Unterstützern zählte der Priester und Schriftsteller Ernesto Cardenal, der nach dem Sturz von Somoza zum Kulturminister ernannt wurde und dieses Amt bis 1987 innehatte.
1984 fanden Präsidentschafts-, Kommunal- und Parlamentswahlen in Nicaragua statt.

## Nicaraguanische Revolution

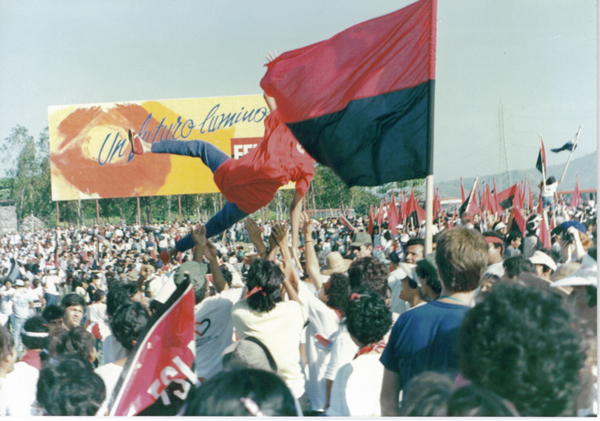
10. Jahrestag der Nicaraguanischen Revolution in Managua, 1989

Als „Revolution“ wird in Nicaragua heute zumeist die Zeit der ersten Herrschaft der Sandinisten von 1979 bis 1990 bezeichnet als die FSLN-Regierung 1979 die Schulpflicht für Kinder im Alter zwischen 6 und 13 Jahren durch gebührenfreie Schulen durchsetzte. Durch die 1980 und 1981 folgende landesweite Alphabetisierungskampagne wurde der Anteil von Analphabeten in der Bevölkerung von 50 Prozent (1979) auf 12 Prozent gesenkt. Hingegen scheiterte die Regierung bei ihrem Bemühen, die landwirtschaftliche Produktion zu steigern, um die Versorgung der Bevölkerung mit Grundnahrungsmitteln, vor allem Mais und Bohnen, zu gewährleisten und von Importen unabhängig zu werden.
Während der Revolution kämpften Contras-Rebellen gegen die Sandinisten. Während des Konflikts kam es zu vielen Menschenrechtsverletzungen, einschließlich des Einsatzes von Terrorismus durch die Contras. Sandinisten wurden schwere Menschenrechtsverletzungen während des Konflikts vorgeworfen, darunter Folter, Verschwindenlassen und Massenhinrichtungen. Die Interamerikanische Kommission für Menschenrechte untersuchte und bestätigte die von den sandinistischen Kräften begangenen Missbräuche, einschließlich einer Hinrichtung von 35 bis 40 Miskitos im Dezember 1981 und einer Hinrichtung von 75 Menschen im November 1984.
Die „Revolution“ endete mit dem überraschenden Wahlsieg von Violeta Barrios de Chamorro am 25. Februar 1990 als Gegenkandidatin von Daniel Ortega.

## Internationale Solidarität mit Nicaragua

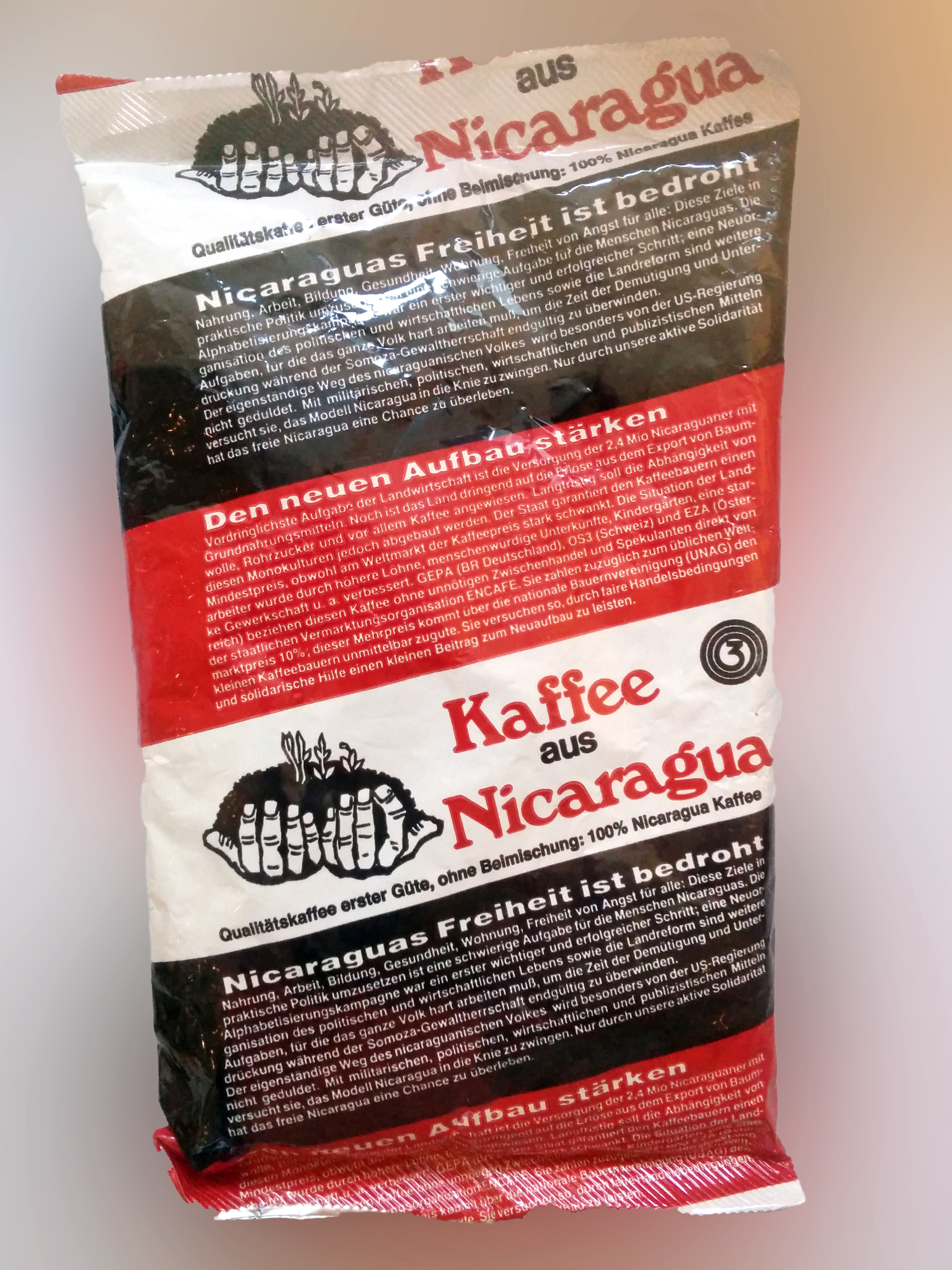
„Nicaraguakaffee“ zur Unterstützung der Kaffebauern, wie er in den 1980er-Jahren vertrieben wurde

Bald kamen freiwillige Helfer aus aller Welt, die ihre Arbeitskraft für Aufbauprojekte zur Verfügung stellten. In westlichen Städten wurde unter anderem von politisch Linken und kirchlichen Welthandelsgruppen unter dem Thema Dritte Welt ein Handel mit direkt importiertem Nicaragua-Kaffee betrieben, um so dem Land Devisen und den Kaffeebauern ein besseres Einkommen zu verschaffen und über die Vorgänge in Nicaragua aufzuklären.

## Haltung der Bundesrepublik Deutschland
Während die sozialliberale Regierung der Bundesrepublik Deutschland unter Helmut Schmidt Nicaragua zahlreiche Wirtschafts- und Entwicklungshilfen zukommen ließ, fror die konservativ-liberale Regierung unter Helmut Kohl 1983 eine zur Zeit der Regierung von Anastasio Somoza Portocarrero bewilligte Entwicklungszusammenarbeit mit einem Volumen von 40 Millionen Deutscher Mark ein, machte deren Freigabe aber nicht von Wahlen abhängig.

## Film und Fernsehen
- Der Aufstand (BRD/Costa Rica 1980, Regie: Peter Lilienthal).
- Alsino und der Condor (Alsino y el cóndor, Nicaragua/Mexiko/Kuba/Costa Rica 1982, Regie: Miguel Littín).
- Under Fire (USA 1983, Regie: Roger Spottiswoode).
- Nicaragua – Die gestohlene Revolution (TV BRD/F 2014, Regie: Clara Ott/Gilles Bataillon).
- Ein Traum von Revolution (BRD 2024, Drop-Out Cinema eG, Regie: Petra Hoffmann).
- Nicaragua - Auf den Spuren der Revolution (BRD 2024, Regie: Petra Hoffmann/Erika Harzer), ausgestrahlt auf ARTE 3. Dezember 2024.

## Veröffentlichungen
- John A. Booth: The End And The Beginning: The Nicaraguan Revolution. Routledge, London 2019, ISBN 0-367-29172-X.
- Hannes Bahrmann: Nicaragua. Die privatisierte Revolution, Berlin (Ch. Links Verlag) 2017. ISBN 978-3-86153-965-0.
- Mónica Baltodano: Memorias de lucha sandinista, Tomo III: El camino a la unidad y al triunfo: Chinandega, Frente Sur, Masaya y la toma del Búnker (Erinnerungen an den sandinistischen Kampf, Band III: Der Weg zur Einheit und zum Triumph: Chinandega, Südfront, Masaya und die Einnahme des Bunkers) Managua (IHNCA-UCA) 2010. ISBN 978-99924-986-8-2.
- Ariel C. Armony: Argentina, the United States, and the anti-communist crusade in Central America, 1977-1984, Athens, Ohio (Ohio University Center for International Studies) 1997. ISBN 0-89680-196-9.
- Hans Scheulen: Übergänge der Freiheit. Die nicaraguanische Revolution und ihr historisch-politischer Übertragungsraum. Mit einem Geleitwort von Fernando Mires, Wiesbaden (DUV) 1997. ISBN 3-8244-4242-6.
- Rolf Niederhauser: Requiem auf eine Revolution. Tagebuch Nicaragua, Frankfurt am Main (Luchterhand) 1990. ISBN 3-630-61962-2.
- Michael Rediske: Umbruch in Nicaragua. Die Entstehung der Revolution aus dem Zerfall bürgerlicher Herrschaft. 2. Aufl. Berlin-West 1985.
- Perry Kretz: Barfuss zum Sieg – Nicaragua. Salzburg, Hannibal-Verlag 1980.
- Robert J. Sierakowski Sandinistas. A moral history, Notre Dame, IND (University of Notre Dame Press) 2020. ISBN 0-268-10691-6. ISBN 978-0-268-10689-8. ISBN 978-0-268-10692-8
- Informationsbüro Nicaragua (Hg.): Nicaragua und die Zukunft linker Politik. Utopie und Zerfall emanzipatorischer Gesellschaftsentwürfe. Mit Beiträgen von Yerling Aguilera, Anne Allex, Mónica López Baltodano und anderen, Wuppertal 2020 (Schriftenreihe Nahua script Band 18). ISBN 3-9814936-5-6